# Ограда
Ограда (рум. Ograda) — комуна у повіті Яломіца в Румунії. До складу комуни входить єдине село Ограда.
Комуна розташована на відстані 117 км на схід від Бухареста, 16 км на схід від Слобозії, 98 км на північний захід від Констанци, 97 км на південний захід від Галаца.

## Населення
У 2009 року у комуні проживали 3104 особи.

## Зовнішні посилання
- Дані про комуну Ограда на сайті Ghidul Primăriilor